# Oan Djorkaeff
Oan Djorkaeff (* 30. April 1997 in Mailand, Italien) ist ein französischer Fußballspieler.

## Karriere
Oan Djorkaeff wurde 1997 als Sohn des Fußballspielers Youri Djorkaeff im italienischen Mailand geboren, als sein Vater bei Inter Mailand spielte. Sein Großvater Jean Djorkaeff war ebenfalls Fußballer.
In seiner Jugend spielte Oan bei der AS Saint-Étienne in Frankreich. Von der U-19-Mannschaft wechselte er im Jahr 2015 zum FC Évian Thonon Gaillard. Für die Zweite Mannschaft des Vereins absolvierte er in der Saison 2015/16 sechs Spiele in der National 3. In der Saison darauf spielte er für die Zweitvertretung des HSC Montpellier 25-mal in der National 2 und erzielte ein Tor. Danach spielte er für den FC Nantes. Auch hier war er in der zweiten Mannschaft aktiv und kam achtmal in der National 3 zum Einsatz.
Im Juli 2019 unterschrieb der 22-Jährige einen Einjahresvertrag beim schottischen Erstligisten FC St. Mirren. Nachdem er für den Verein aus Paisley nur zweimal in der Scottish Premiership sowie viermal im Scottish League Cup eingesetzt worden war, verließ er den Klub nach Vertragsende und unterschrieb im Oktober 2020 beim Schweizer Zweitligisten SC Kriens einen Zweijahresvertrag. Nach dem Abstieg am Saisonende 2021/22 sowie dem Auslaufen seines Vertrags verließ er Kriens und ist seitdem vereinslos.